# Metaphycus hispanicus
Metaphycus hispanicus är en stekelart som först beskrevs av Mercet 1921.  Metaphycus hispanicus ingår i släktet Metaphycus och familjen sköldlussteklar. Inga underarter finns listade i Catalogue of Life.